# Архиепархия Фоджи-Бовино
Архиепархия Фоджи-Бовино (лат. Archidioecesis Fodiana-Bovinensis; итал. Arcidiocesi di Foggia-Bovino) — архиепархия-митрополия Римско-католической церкви с кафедрой в городе Фоджа в Италии. Адрес: 71100 Фоджа, Италия, улица Обердан 13. В настоящее время кафедру возглавляет архиепископ-митрополит Винченцо Пельви; епископы-суффраганы ‒ Джузеппе Казале, Франческо-Пио Тамбуррино O.S.B.

## Территория
Территория архиепархии включает коммуны Аккадию, Бовино, Кастеллуччо-дей-Саури, Деличето, Фоджу, Панни, Монтелеоне-ди-Пулью, Сан-Марко-ин-Ламис и Агата-ди-Пулью.
Кафедра архиепархии находится в городе Фодже при базилике Взятия на небо Девы Марии; сокафедра — в городе Бовино при соборе Взятия на небо Девы Марии.
Территория разделена на 55 приходов, которые сгруппированы в 6 викариатств — Исторический центр Фоджи, Северная Фоджа, Южная Фоджа, Сельская местность Фоджи, Бовино и Сан-Марко-ин-Ламис.
В епархии служат 154 священника (89 приходских и 65 монашествующих), 10 диаконов, 71 монах, 149 монахинь.

## История

### История епархии Бовино
Кафедра в Бовино была основана в V веке. В соборе покоились мощи святого Марка, епископа Эки. По преданию, первым епископом на кафедре был Джованни (499), который, как было установлено позднее, был епископом Вибоны.
Около 663 года, когда армия императора Константа II, во время войны с лангобардами, вторглась на территорию Даунии, Бивоно был сожжен, а его собор опустошён. Епархия Бивоно оставалась вакантной до X века и находилась в ведении архиепископа Беневенто.
Когда кафедра Беневенто была возведена в достоинство митрополии римским папой Иоанном XIII, архиепископ Ландольфо принял управление над всеми вакантными кафедрами. С избранием епископа Иоанна (969) епархия Бовино была восстановлена в составе митрополии Беневенто.
Епархиальная семинария была основана епископом Паоло Толоза, который был также апостольским нунцием при дворе Карла Эммануила I, герцога Савойского.

### История епархии Фоджи
Вначале территория Фоджи входила в состав епархии Трои. Город был разрушен землетрясением в 1731 году, затем был восстановлен и испытал стремительный экономический и демографический рост. В 1806 году король Жозеф Бонапарт сделал Фоджу столицей области Капитаната.
23 сентября 1806 года римский папа Пий VII присвоил церкви Вознесения на небо Девы Марии в Фодже статус Малой базилики. 2 декабря 1808 года он предоставил каноникам храма привилегию носить одеяние прелатов.
По прошению жителей Фоджи, при поддержке епископа Трои Антонио Монфорте и короля Фердинанда II, 25 июня 1855 года римский папа Пий IX буллой «Исходя из этого понтифик» (лат. Ex hoc Summi Pontificis) основал епархию Фоджи, поставив её под непосредственное подчинению Святого Престола. Юрисдикция епископа распространялась на территорию города Фоджа и бывшего аббатства в Сан-Марко в Ламис.
29 сентября 1933 епархия Фоджи вошла в митрополию Беневенто в соответствии с декретом Конгрегации священной консистории «С давних» (лат. Iam pridem).
30 апреля 1979 года святой папа Иоанн Павел II буллой «Священные прелаты» (лат. Sacrorum Antistites), следуя правилам, принятым на Втором Ватиканском Соборе, касательно церковных округов, кафедра Фоджи получила статус архиепархии-митрополии, в которую вошли все епархии в области Капитаната.

### История Фоджи-Бовино
14 декабря 1974 года Джузеппе Ленотти, епископ Фоджи, был также назначен епископом Бовино и Трои, объединив по принципу «in persona episcopi» все три кафедры.
30 сентября 1986 года декретом «Настойчивые молитвы» (лат. Instantibus votis) Конгрегации по делам епископов епархии Фоджи и Бовино были объединены по принципу «plena unione» и была образована архиепархия Фоджа–Бовино. В то время архиепархия была объединена с епархией Трои по принципу «in persona episcopi».